# Santa María Quiegolani
Santa María Quiegolani är en ort i Mexiko.   Den ligger i kommunen Santa María Quiegolani och delstaten Oaxaca, i den sydöstra delen av landet, 500 km sydost om huvudstaden Mexico City. Santa María Quiegolani ligger 2 134 meter över havet och antalet invånare är 830.
Terrängen runt Santa María Quiegolani är bergig åt sydost, men åt nordväst är den kuperad. Runt Santa María Quiegolani är det glesbefolkat, med 9 invånare per kvadratkilometer. Santa María Quiegolani är det största samhället i trakten. I omgivningarna runt Santa María Quiegolani växer i huvudsak blandskog.